# Fernando de Toledo Oropesa
Fernando de Toledo Oropesa (¿?, 1520 - Oropesa, 1590), sacerdote español y cardenal de la Iglesia católica. 

## Biografía
Estudió en la Universidad de Salamanca donde se hizo amigo de Juan de Ribera, futuro santo. Su consejero espiritual fue Pedro de Soto O.P.  
Fue nombrado presidente de la Audiencia de Lima y, aunque al principio aceptó el cargo, luego lo rechazó para quedarse en la península para predicar y dedicarse a los pobres.
A instancias del rey Felipe II, el papa Gregorio XIII lo crea cardenal en el consistorio del 21 de febrero de 1578 (a la vez que a su compañero de estudios en la Universidad, Pedro de Deza), pero Toledo declina el cargo "por ser demasiado elevado para él", a pesar de los intentos del nuncio en España para que lo aceptase. El papa revocó el nombramiento.
Murió en Oropesa mientras pronunciaba un sermón.